# Guglielmo Golinelli
Guglielmo Golinelli (Bologna, 31 ottobre 1987) è un allevatore e politico italiano.

## Biografia
Nato in una famiglia di agricoltori di Mirandola, ha studiato all'Istituto Tecnico Statale ad indirizzo agrario "Ignazio Calvi" di Finale Emilia. In seguito, ha conseguito la laurea triennale in Scienze e tecnologie delle produzioni animali presso l'Università di Bologna e la laurea magistrale in Economia e gestione del sistema agroalimentare presso l'Università Cattolica del Sacro Cuore di Cremona.
Guglielmo Golinelli lavora nell'azienda agricola di famiglia fondata nel 1948 dal bisnonno Attilio e dal nonno Ruggero, occupandosi in particolare dell'allevamento di maiali destinati alla produzione del prosciutto di Parma DOP.
Dal novembre 2014 diventa rappresentante di zona e poi consigliere provinciale di Confagricoltura. Nel luglio 2016 viene nominato quale rappresentante italiano presso l'Osservatorio del mercato delle carni bovine e suine della Direzione generale per l'agricoltura e sviluppo rurale della Commissione europea a Bruxelles.

### Carriera politica
Nel 2008 si iscrive alla Lega Nord, ricevendo la tessera da Mauro Manfredini (1942-2014), storico primo consigliere leghista al consiglio regionale dell'Emilia-Romagna.
Alle elezioni comunali del 7 giugno 2009 viene eletto consigliere comunale a Mirandola, riconfermato poi nelle elezioni comunali del 25 maggio 2014, dove era anche candidato a Sindaco (9,11% dei voti). Nell'ottobre 2016, dopo la nomina all'osservatorio suinicolo di Bruxelles, si dimette dal consiglio comunale.
Il 7 luglio 2017 viene nominato coordinatore regionale del Movimento Giovani Padani per l'Emilia.
Alle elezioni politiche del 4 marzo 2018 viene eletto deputato della XVIII legislatura nella lista della Lega nel collegio plurinominale Emilia-Romagna - 02 (Modena e Ferrara).
Alle elezioni comunali del 26 maggio 2019 si candida come capolista della Lega a sostegno di Alberto Greco, poi eletto sindaco di Mirandola al ballottaggio del 9 giugno (primo sindaco del centrodestra dopo 74 anni di governo della sinistra). Golinelli ottiene 390 preferenze personali, risultando così il candidato consigliere con più preferenze.

## Opinioni
Nell'agosto 2023, nel contesto del dibattito sul libro Il mondo al contrario del generale Roberto Vannacci, Golinelli, dopo aver pubblicamente elogiato il testo, ha rilasciato dichiarazioni sulle razze, sull'omosessualità e sulla finalità della vita umana che hanno ricevuto forti critiche.